# Vladimir Khorounji
 (août 2024).
Si vous disposez d'ouvrages ou d'articles de référence ou si vous connaissez des sites web de qualité traitant du thème abordé ici, merci de compléter l'article en donnant les références utiles à sa vérifiabilité et en les liant à la section « Notes et références ».
 (mars 2023).
La mise en forme du texte ne suit pas les recommandations de Wikipédia : il faut le « wikifier ».
Les points d'amélioration suivants sont les cas les plus fréquents. Le détail des points à revoir est peut-être précisé sur la page de discussion.
- Les titres sont pré-formatés par le logiciel. Ils ne sont ni en capitales, ni en gras.
- Le texte ne doit pas être écrit en capitales (les noms de famille non plus), ni en gras, ni en italique, ni en « petit »…
- Le gras n'est utilisé que pour surligner le titre de l'article dans l'introduction, une seule fois.
- L'italique est rarement utilisé : mots en langue étrangère, titres d'œuvres, noms de bateaux, etc.
- Les citations ne sont pas en italique mais en corps de texte normal. Elles sont entourées par des guillemets français : « et ».
- Les listes à puces sont à éviter, des paragraphes rédigés étant largement préférés. Les tableaux sont à réserver à la présentation de données structurées (résultats, etc.).
- Les appels de note de bas de page (petits chiffres en exposant, introduits par l'outil «  Source ») sont à placer entre la fin de phrase et le point final[comme ça].
- Les liens internes (vers d'autres articles de Wikipédia) sont à choisir avec parcimonie. Créez des liens vers des articles approfondissant le sujet. Les termes génériques sans rapport avec le sujet sont à éviter, ainsi que les répétitions de liens vers un même terme.
- Les liens externes sont à placer uniquement dans une section « Liens externes », à la fin de l'article. Ces liens sont à choisir avec parcimonie suivant les règles définies. Si un lien sert de source à l'article, son insertion dans le texte est à faire par les notes de bas de page.
- La présentation des références doit suivre les conventions bibliographiques. Il est recommandé d'utiliser les modèles {{Ouvrage}}, {{Chapitre}}, {{Article}}, {{Lien web}} et/ou {{Bibliographie}}. Le mode d'édition visuel peut mettre en forme automatiquement les références.
- Insérer une infobox (cadre d'informations à droite) n'est pas obligatoire pour parachever la mise en page.

Pour une aide détaillée, merci de consulter Aide:Wikification.
Si vous pensez que ces points ont été résolus, vous pouvez retirer ce bandeau et améliorer la mise en forme d'un autre article.
Vladimir Khorounji (ukrainien : Володимир Анатолійович Хорунжий ; russe : Владимир Анатольевич Хорунжий ; anglais : Vladimir Horunzhy), né le 19 septembre 1949 à Kiev, est un producteur de films et compositeur et musicien de jazz.

## Biographie
Il a fait ses études à l'école de musique Lyssenko puis au Conservatoire de musique de Kiev. Sa première composition a été écrite à l'âge de douze ans. Dans les années 1970, il a été directeur de l'Orchestre Symphonique Pop de la Radio et de la Télévision d'Ukraine. De 1977 à 1981, Vladimir Khorounji a vécu et travaillé en Hongrie, avant de déménager aux États-Unis en 1981. Il a notamment composé, en Amérique, le générique du soap opera "Santa Barbara".
Musicien de jazz reconnu, Vladimir s'est produit dans de nombreux festivals de jazz sous l'ère soviétique à Tallinn, Moscou, Donetsk et dans toute l'Union soviétique. À vingt-six ans, il est devenu chef d'orchestre principal et compositeur de l'Orchestre national ukrainien de la télévision et de la radio de Kiev. Vivant à Budapest, Vladimir a composé et dirigé pour l'Orchestre d'État hongrois. Après s'être orienté vers la composition de musique de film, il a réalisé plusieurs bandes originales pour des longs métrages et des films d'animations.
Il s'est également produit avec des groupes de jazz-rock dans toute la communauté européenne.
Plus tard, après avoir déménagé à New York, Vladimir a eu l'occasion de travailler avec des musiciens reconnu comme George Benson, Michael Brecker, Marcus Miller et Michał Urbaniak. Il a fréquenté le jazz-club du "Seventh Avenue South" avec les groupes "212" et "Central Committee" qui comprenaient Omar Hakim, Victor Bailey, Bob Malach, Jeff Andrews, Don Mulvaney, Mitch Coodley et d'autres.
Au cours de son travail, Vladimir a rencontré le compositeur de musique de films Jerry Goldsmith. C'est en travaillant avec lui que Vladimir Khorounji a amélioré son art de la composition de bandes originales.
En 1991, Vladimir Khorounji produit son premier long métrage : la comédie "High Strung" qui, avec un casting de stars, est devenue un succès immédiat auprès des fans de Jim Carrey, Steve Oedekerk, Fred Willard et Kirsten Dunst. Ce film est aujourd'hui considéré comme culte. Vladimir Khorounji a, en outre, été lié ou a été amené à travailler sur plus de soixante longs métrages, téléfilms et films d'animation. Depuis 2006, il a fondé une société de production basée aux États-Unis, spécialisée dans la production et le financement de films ukrainiens. En 2009, il fonde la société de production/studio InQ située à Kiev, en Ukraine.

## Filmographie

### Producteur
- 2013 : Synevir 3D, grand prix au Festival international du film 3D de Moscou
- 2012 : Lovers in Kyiv, lauréat de plus de 20 festivals internationaux du film
- 2010 : My Widow’s Husba
- 2009 : 13 Months
- 2007 : Orangelove
- 1999 : Mike, Lu et Og
- 1999 : Flying Nansen
- 1996 : Lord Protector/ Dark Mist
- 1995 : Sacred Cargo
- 1991 : High Strung

### Compositeur
- 1975 : Quatre cafards inséparables et le grillon
- 1988 : Le Retour des morts-vivants 2
- 1989 : Contes effrayants
- 1989 : Homme de passion / Pasion de homme
- 1989 : Les Contes de la crypte
- 1989 : Or fino
- 1989 : Voyageurs sans permis
- 1989 : Elfes
- 1990 : Zorro
- 1990 : La danse interdite
- 1990 : Étranger à l'intérieur
- 1991 : Tête de feu
- 1991 : High Strung
- 1992 : Un clin d'œil
- 1992 : Miracle dans le désert
- 1993 : Point d'impact
- 1995 : Les Langolier
- 1995 : Le sang des innocents
- 1995 : Cargaison sacrée
- 1996 : Gangsters originaux
- 1996 : Seigneur Protecteur / Dark Mist
- 1999 : Revirement
- 1999 : Voler Nansen
- 1999 : Mike, Lu et Og
- 1999 : Les Démons du maïs 6
- 2002 : Bookashky (lauréat de plus de 40 Grands Prix aux Festivals Internationaux du Film)